# Landschaftsschutzgebiet Offenlandgewann südwestlich Horbach
Das Landschaftsschutzgebiet Offenlandgewann südwestlich Horbach mit 91,73 ha liegt im Stadtgebiet von Meschede im Hochsauerlandkreis. Es wurde 1994 mit dem Landschaftsplan Meschede durch den Kreistag des Hochsauerlandkreises als Landschaftsschutzgebiet (LSG) vom Typ B, Kleinflächiger Landschaftsschutz, mit dem Namen Landschaftsschutzgebiet Freiflächen westlich Horbach und einer Flächengröße von 53,5 ha ausgewiesen. Bei der Neuaufstellung des Landschaftsplanes Meschede wurde es als LSG vom Typ B Ortsrandlagen, Landschaftscharakter, deutlich um Flächen vom Landschaftsschutzgebiet Meschede vergrößert und mit verändertem Namen erneut ausgewiesen. Das LSG gehört zum Naturpark Sauerland-Rothaargebirge.

## Gebietsbeschreibung
Das LSG liegt südwestlich von Horbach und geht bis an die Stadtgrenze. Es liegt auf südlichen Teil der Hügelkuppe Hensket der Reister Senke. Im LSG befinden sich landwirtschaftliche Offenlandbereiche mit überwiegend Ackerflächen, aber auch Intensiv-Grünland. Nahe der Hennetalsperre befindet sich umgeben von LSG als wichtigstes der wenigen gliedernden und belebenden Landschaftselemente ein Großbaum-gesäumten Graben der als Geschützter Landschaftsbestandteil Siepen im Wieseken ausgewiesen wurde.

## Schutzzweck
Zum Schutzzweck der LSG vom Typ B Ortsrandlagen, Landschaftscharakter im Landschaftsplangebiet Meschede führt der Landschaftsplan auf: „Sicherung der Vielfalt und Eigenart der Landschaft im Nahbereich der Ortslagen sowie in alten landwirtschaftlichen Vorranggebieten insbesondere durch deren Offenhaltung; Erhaltung der Leistungsfähigkeit des Naturhaushalts hinsichtlich seines Artenspektrums und der Nutzungsfähigkeit der Naturgüter (hier: leistungsfähige Böden); Umsetzung der Entwicklungsziele 1.1 und – primär – 1.5 zum Schutz des spezifischen Charakters und der Identität der landschaftlichen Teilräume; entsprechend dem Schutzzweck unter 2.3.1 auch Ergänzung der strenger geschützten Teile dieses Naturraums durch den Schutz ihrer Umgebung vor Eingriffen, die den herausragenden Wert dieser Naturschutzgebiete und Schutzobjekte mindern könnten (Pufferzonenfunktion); Erhaltung der im gesamten Gebiet verstreut anzutreffenden kulturhistorischen Relikte.“

## Rechtliche Vorschriften
Wie in den anderen Landschaftsschutzgebieten im Stadtgebiet besteht im LSG ein Verbot Bauwerke zu errichten. Vom Verbot ausgenommen sind Bauvorhaben für Gartenbaubetriebe, Land- und Forstwirtschaft. Die Untere Naturschutzbehörde kann Ausnahme-Genehmigungen für Bauten aller Art erteilen. Wie in den anderen Landschaftsschutzgebieten vom Typ B in Meschede besteht im LSG ein Verbot der Erstaufforstung und Weihnachtsbaum-, Schmuckreisig- und Baumschul-Kulturen anzulegen.